# 邺城之战 (580年)
邺城之战，北周大象二年（580年）八月，北周韦孝宽率军在邺城（今河北省临漳县西南）平定相州总管尉迟迥之乱的进攻战。
武陟之战后，行军元帅韦孝宽率六总管追击尉迟迥军，迅速追近相州（治邺城）。尉迟迥根据邺城，以精兵三千埋伏于相州南之野马岗，被韦孝宽属下行軍总管宇文忻率五百骑兵歼灭。尉迟迥又在城南草桥部署阻击，也被宇文忻部击败。韦孝宽军于八月十六日进抵邺城近郊。尉迟迥集中全部兵力十三万，列阵城南，准备决战。尉迟迥弟之子青州总管尉迟勤来援助的先头部队三千骑兵已经到达，五万主力尚在途中。韦孝宽当即发起进攻。尉迟迥不顾年老，仍披甲上降，其部属关中兵均拼死力战，韦孝宽軍进攻受挫，被迫败退。时宇文忻见邺城百姓数万人观战，即与监军高颎、长史李询商定，先射观者，造成混乱，然后乘势冲击，观战士民被射，纷纷逃避。宇文忻趁机大呼“贼败矣”。韦孝宽军士气再振，乘乱进击，大败尉迟迥軍，尉迟迥率余部退入城中。韦孝宽挥军围攻。李询和大将军贺娄子干率部先登，破城而入，尉迟迥被迫自杀。尉迟勤、尉迟惇等向青州（治益都，今山东省青州市）方向逃走，被开府仪同大将军郭衍率千人追获。至此，尉迟迥举兵六十八天即宣告失败。